# Ritterakademie (Ettal)
Die Benediktinische Ritterakademie in Kloster Ettal bestand von 1711 bis 1744. Die Ritterakademie war eine Bildungsanstalt für die Söhne adeliger Familien, in der aber auch Bürgersöhne zugelassen waren.

## Geschichte
Das Kloster Ettal wurde von Kaiser Ludwig dem Bayern am 28. April 1330, dem Tag des Heiligen Vitalis, als Teil eines Gelöbnisses gegründet. Unter Abt Placidus Seitz wurde 1710/11 die Ritterakademie gegründet. Er rief damit die schulische Tradition Ettals ins Leben. Während der kaiserlichen Verwaltung Kurbayerns wurden in Ettal Kriegswissenschaften gelehrt, insbesondere Ballistik und Militär- und Zivilbaukunst, und zwar nicht nur theoretisch, sondern auch praktisch durch Schanzenbau und Schießübungen mit einem aus dem Zeughaus zu München entnommenen Geschütz. Bei einem Brand 1744 wurden Kirche und Kloster weitgehend zerstört. Die Ritterakademie wurde aufgelöst. 1905 wurde das in der Tradition der Ritterakademie stehende Benediktinergymnasium Ettal als königlich bayerische Lateinschule gegründet.